# Daniel Steen
Carl Daniel Fredrik "Danne" Steen, född 1 september 1988, är en svensk handbollsspelare (mittnia). Han har spelat 231 matcher och gjort 1 165 mål (klubbrekord) för Smålandsklubben Alstermo IF / Amo HK.
Huvudtränare för Cafe Lillian HF när laget tog guld i Trim-SM 2024. 

## Klubbar
- Sannadals SK (–2001)
- IFK Karlskrona (2001–2008)
- Hästö IF (2008–2011)
- Alstermo IF (2011–2013)
- HIF Karlskrona (2013–2014)
- Alstermo IF / Amo HK (2014–2022)
- IFK Karlskrona (2022–)